# 湧別川

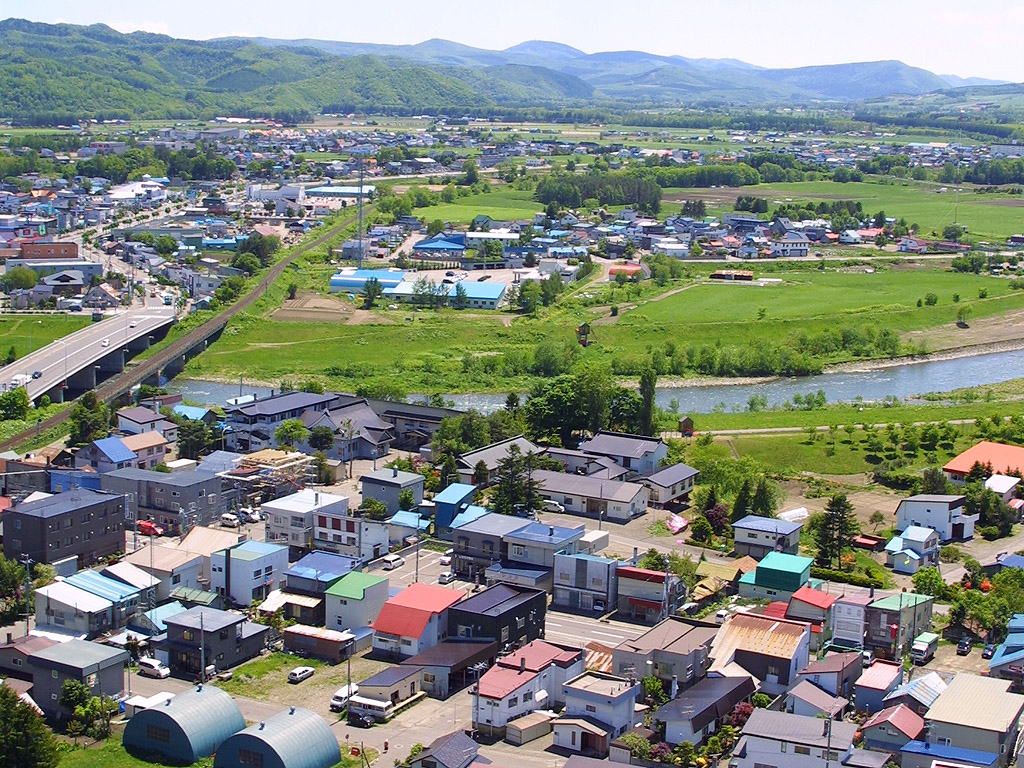
遠軽町市街を流れる湧別川（瞰望岩から撮影）

湧別川（ゆうべつがわ）は、北海道オホーツク総合振興局管内を流れオホーツク海に注ぐ一級河川。湧別川水系の本流である。

## 川名の由来
アイヌ語由来であるがすでに語義が忘れられており、後年の研究者によって「ユペッ（yu-pet）」（温泉の・川）、「ユペ（yupe）」（チョウザメ）や「イペオチ（ipe-ot-i）」（魚・豊富である・ところ）といった語義解釈が示されている。

## 流路
北海道紋別郡遠軽町の南西部にある天狗岳に源を発し北東に流れ、紋別郡湧別町港町からオホーツク海へ流れる。

## 流域の自治体
北海道
紋別郡遠軽町、湧別町

## 支流
括弧内は流域の自治体
- 支湧別川（遠軽町）
- 武利川（遠軽町）
- 丸瀬布川（遠軽町）
  - オロピリカ川（遠軽町）
- 瀬戸瀬川（遠軽町）
- 生田原川（遠軽町）
  - 矢矧沢川（遠軽町）
  - 八重沢川（遠軽町）
  - 青木沢川（遠軽町）
  - 浦島内川（遠軽町）
  - 仁田布川（遠軽町）
- サナブチ川（湧別町、遠軽町）
- 富美川（湧別町）
- 中土場川（湧別町）
  - ヌッポコマナイ川（湧別町）

## 主な橋梁
- 八号沢橋 - 国道333号
- 幽仙橋 - 国道333号
- 丸中橋 - 国道450号旭川紋別自動車道
- 中島橋 - 国道450号旭川紋別自動車道
- ふじ美橋 - 北海道道1163号丸瀬布インター線
- 金山橋 - 国道333号
- 野上橋
- 清川大橋
- 四十号橋
- 遠軽大橋 - 国道242号
- いわね大橋 - 北海道道244号遠軽芭露線
- 開盛橋 - 国道242号
- 上湧別橋 - 北海道道336号上社名淵上湧別線
- 中湧別橋 - 北海道道712号緑蔭中湧別停車場線
- 湧別大橋 - 国道238号
- 一号橋